# Léopold Poiré
Léopold Poiré est un photographe et un graveur français né à Metz le 23 juin 1879 et mort à Nancy le 18 juin 1917.

## Biographie

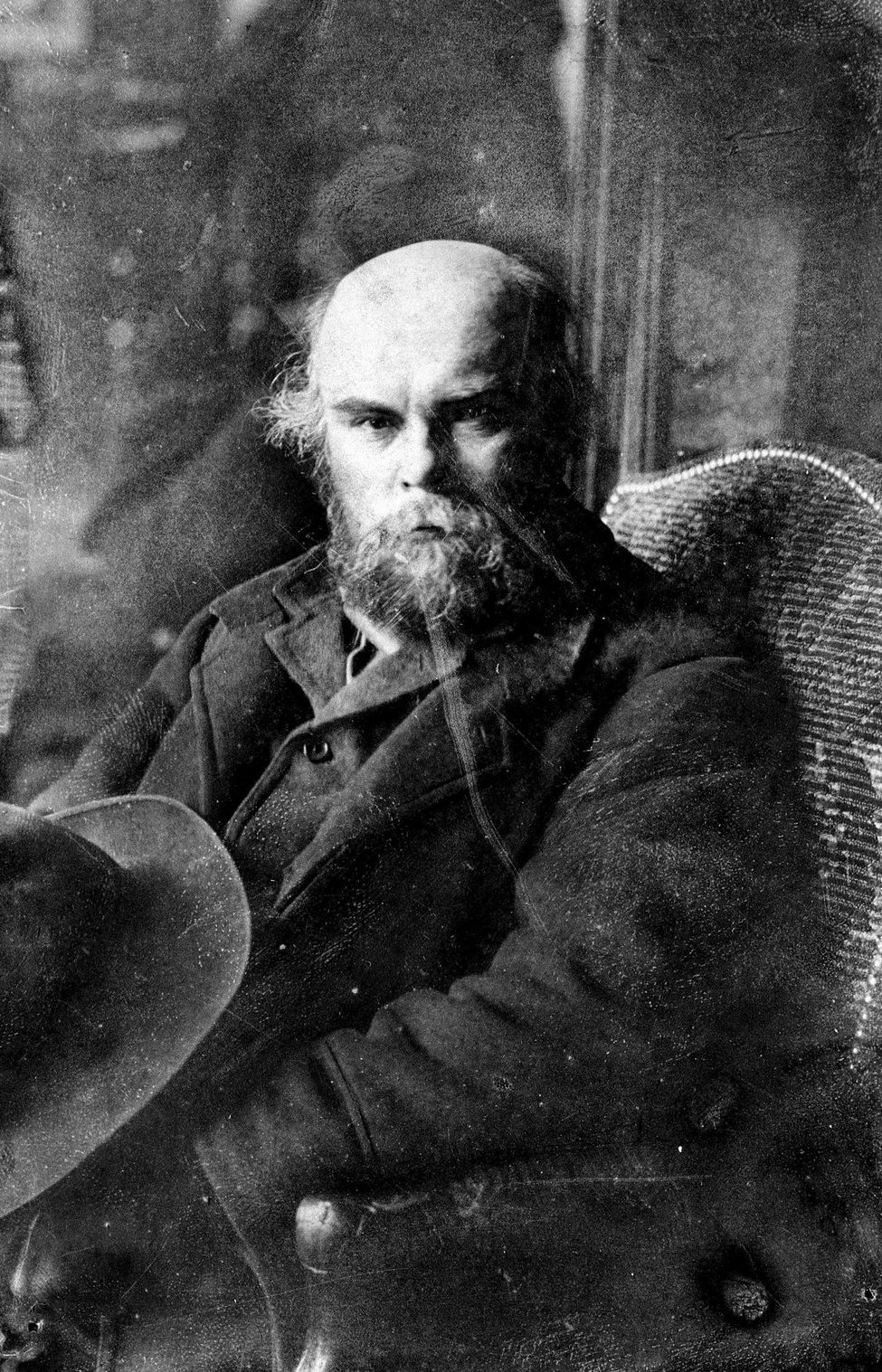
Paul Verlaine photographié par Léopold Poiré.

### Premières années
Fils de François Poiré et Anne Muller, il devient à 13 ans apprenti au sein de  l'atelier Graffe, rue Lassalle à Metz. En 1894, l'atelier est alors dirigé par  Henry Thiriot, sculpteur messin, qui forme les apprentis au dessin ainsi qu'aux arts décoratifs. Léopold Poiré est mentionné pour la première fois dans la Gazette de Lorraine non pas pour son activité de dessinateur mais pour avoir tenu le rôle d'Olympe Merluchet dans une opérette Deux portières pour un cordon.
À la suite des conséquences du traité de Francfort, il quitte Metz et opte pour la citoyenneté française et ainsi éviter de faire son service militaire en Allemagne. Il s'installe à Nancy, rue Saint-Julien, en 1900 et entre au service de la maison Bellieni fondée à Metz et repliée à Nancy en 1871. Henri Bellieni, est ingénieur en optique, et inventeur des jumelles stéréoscopiques qui permettent la photographie en relief. Poiré est chargé de développer et de retoucher les photographies, il s'occupe aussi de la boutique Bellieni, située alors place Carnot à Nancy.
Artiste au sens propre, Léopold Poiré pratiquait aussi bien le dessin, la peinture, la sculpture, la reliure, etc,. Il commence ainsi à s'intéresser à la photographie vers 1895 avec son Album Metz, qui sert de support à l'historien Philippe Martin pour son article Metz à l'heure allemande. Léopold Poiré réalise ainsi des portraits, et se voit confier les tests des appareils inventés par Bellieni en effectuant, jusqu’à la Première Guerre mondiale, de nombreux reportages d’actualité en Lorraine. La photographie lui sert alors soit de support pour une réaliser une gravure ou comme art propre.

### L'artiste
Avant même son arrivée à Nancy, Léopold Poiré commence à exposer au salon de la Société Lorraine des Amis des Arts. Il y expose de 1899 à 1913 avec des vues de Nancy et de Lorraine, ou encore des portraits. Il est récompensé d'une médaille d'argent en 1902 par la Société des Beaux-Arts de Béziers pour une série de six clichés dont Le fumeur. Cette eau-forte a été réalisée à partir d'une photographie et joue sur le clair-obscur, où le fond sombre est déchiré par la lumière produite par la flamme du briquet, caché dans les mains du fumeur.

La notoriété du jeune artiste commence à se manifester notamment dans la presse locale, comme dans Le Courrier de Metz : Journal politique, absolument indépendant en 1901 : 
Un jeune artiste peintre, de Metz, actuellement domicilié à Nancy, M. Léopold Poiré , vient de remporter pour la troisième fois, un diplôme d'honneur, à l'Exposition artistique de peinture à Nice. Outre ces trois diplômes, M. Poiré a déjà reçu plusieurs autres récompenses dans différentes expositions de peinture et de photographie. 
Poiré obtient deux médailles à l'Exposition internationale de l'Est de la France de 1909, au titre de collaborateur de la maison Bellieni. Il est clairement identifié comme un artiste en devenir dans le rapport de l'exposition par Louis Laffitte. Il rencontre Victor Prouvé et d'autres artistes nancéiens dans la boutique de Bellieni. Ceux-ci viennent faire des photographies, des agrandissements de leurs œuvres. Rapidement les deux hommes se allient d'amitié. À Paris, il rencontre le poète Verlaine dont il fait le portrait et se lie d'amitié avec Félix Bracquemond. L'influence de ce dernier et de Victor Prouvé l'amène à continuer à se perfectionner à l'eau-forte. En 1913, son recueil de 45 gravures consacré à Nancy est publié par Victor Berger sous le titre Nancy artistique et pittoresque. Cette publication rencontre un grand succès auprès de la critique et du public.
En 1911, il est nommé officier d'Académie  et en 1912, Victor Berger édite son recueil de gravures Nancy Artistique et Pittoresque. En 1913, son buste exécuté par Auguste Vallin-Hekking, est présenté à la Société nationale des Beaux-Arts.

### L'homme, au cœur du conflit

Souvenir de l'hiver 1914-1915 offert au élèves des écoles de la ville de Nancy par le comité lorrain de l'art à l'école

Devenu nancéien à part entière, il reste néanmoins fidèle à sa ville natale Metz, et en garde un volumineux cahier. La déclaration de la Première Guerre mondiale le laisse désemparé, considéré comme déserteur de l'armée prussienne, il ne peut intégrer l'armée française, malgré son patriotisme, à moins d'un engagement dans la légion étrangère.
Sa production gravée, forte d'environ 150 estampes privilégie les villes, villages et églises en ruines de 1914 à 1917.
Léopold Poiré tombe gravement malade et meurt le 18 juin 1917 à Nancy à l’âge de 37 ans.

## Distinction
- Officier d'académie (1911).